# شپانداو (لوکالیتی)
شپانداو (به آلمانی: Berlin-Spandau) یک منطقهٔ مسکونی در آلمان است که در شپانداو واقع شده‌است. شپانداو ۳۳٬۴۳۳ نفر جمعیت دارد.